# Бурлака Валерій Сергійович
Валерій Сергійович Бурла́ка (18 серпня 1945, Казанка — 20 липня 2003, Миколаїв) — український графік; член Спілки радянських художників України з 1982 року.

## Життєпис
Народився 18 серпня 1945 року у селі Казанці (нині селище Баштанського району Миколаївської області, Україна). У 1972 році закінчив Одеське художнє училище, де навчався у Адольфа Лози; у 1980 році — факультет книжкової графіки Українського поліграфічного інституту імені Івана Федорова у Львові (педагоги з фаху — Василь Овчинников, Іван Прийдан, В. Филиппенко, Г. Гальцева, Юрій Чаришников).
Працював у Миколаєві. У 1989—1992 роках обіймав посаду голови Миколаївської обласної організації Національної спілки художників України. Мешкав у Миколаєві в будинку на вулиці Адміральській, № 21, квартира № 32. Помер у Миколаєві 20 липня 2003 року.

## Творчість
Працював у галузях станкової і книжкової графіки. Проілюстрував декілька книг, що вийшли у видавництві «Веселка». Серед робіт:
- «Маленький оркестр» (офорт, 1985);
- «Собака Баскервілів» (ліногравюра, 1986);
- серії офортів до творів Михайла Зощенка (1984—1989), О. Генрі (1988—1989);
- серія ілюстрацій до книги «Острів скарбів» (1989, 1990, 1992, 1995).

Також автор мозаїчних вітражів «Дорога в космос» у Миколаївській обласній бібліотеці імені Віктора Лягіна.
Учасник обласних, республіканських і міжнародних виставок. Мав персональні виставки у Миколаєві у 1980 році і Одесі у 1986 році. У 1990 році, під час Ігор доброї волі, організував виставку Миколаївських художників в місті Сіетлі (штат Вашингтон, США).
Твори художника зберігаються у фондах Міністерства культури та інформаційної політики України, Миколаївського художнього музею імені Василя Верещагіна, приватних колекціях України і за кордоном.